# 宁波北仑体育训练基地
宁波北仑体育训练基地，是位于浙江省宁波市北仑区的一座体育场馆群，于2006年8月29日开工，2008年4月30日投入使用，总建筑面积1.63万平方米，由体育宾馆、综合训练馆及游泳馆三座单体建筑组成，另设有体育公园、运动员公寓、教学医务行政楼、球类馆、重竞技馆和标准400米6道室外田径场（足球场），为中国国家女子排球队、中国国家乒乓球队、中国国家男子篮球队的训练基地。